# 東安公主
東安公主（?—?），为南北朝北齐武成帝高湛的女儿。
東安公主嫁给了段韶的儿子段深。段韶是北齐名将，开国功臣。段深封姑臧县公。大宁二年（562年），命尚永昌公主，未婚，永昌公主去世。河清三年（564年），又诏尚东安公主。历任侍中、将军、源州大中正。段韶病笃，诏封段深为济北王，入北周，段深拜大将军，郡公，坐事被杀。